# Сергєєва Ірина Миколаївна
Сергєєва Ірина Миколаївна — радянський і український кінооператор. Член Національної спілки кінематографістів України.

## Біографія
Народилася 11 липня 1947 р. в Дніпропетровську.
З 1968 р. працювала на к/ст «Київнаукфільм» в Творчому об'єднанні художньої мультиплікації, асистент оператора мультиплікаційного кіно, фотограф.
Працює на «Укранімафільмі».

## Фільмографія
Брала участь у створенні мультфільмів:
- «Людина і слово» (1973, асистент)
- «У світі пернатих» (1974, асистент у співавт.)
- «Що на що схоже» (1974, асистент у співавт.)
- «Людина і слово» (1974, асистент)
- «Парасолька і автомобіль» (1975, асистент)
- «Як козаки сіль купували» (1975, асистент)
- «Лісова пісня» (1976, асистент)
- «Пригоди коваля Вакули» (1977, асистент)
- «Найголовніший горобець» (1977, асистент)
- «Якщо падають зірки...» (1978, асистент)
- «Як козаки олімпійцями стали» (1978, асистент)
- «Хто отримає ананас?» (1978, асистент)
- «Як козаки мушкетерам допомагали» (1979, асистент)
- «Люлька миру» (1979, асистент)
- «Капітошка» (1980, асистент)
- «Пиріг зі сміяницею» (1980, асистент)
- «Старий і півень» (1984, асистент)
- «Лікар Айболить» (1984—1985, асистент оператора)
- «Із життя пернатих» (1985, асистент)
- «Острів скарбів» (1988, асистент оператора)
- «Безтолковий вомбат» (1990)
- «Любов і смерть картоплі звичайної» (1990)
- «Було скучно» (1991)
- «Знайда» (1992)
- «Коли я був маленький» (1992)
- «...Ми — чоловіки!» (1992)
- «Сім мам Семена Синебородька» (1992)
- «Виверт» (1993)
- «Лякалки-жахалки» (1993)
- «Історія одного Поросятка» (1994)
- «День народження Юлії» (1994)
- «Казка про богиню Мокошу» (1995)
- «Рукавичка» (1996)
- «Синя шапочка» (1998)
- «Зерно» (2000)
- «Двісті перша» (2013) та ін.
- «Лахмітко» (2016) та ін.